# Edward Sugden, I barone St Leonards
Edward Burtenshaw Sugden (1781 – 1875) è stato un giurista e politico britannico.

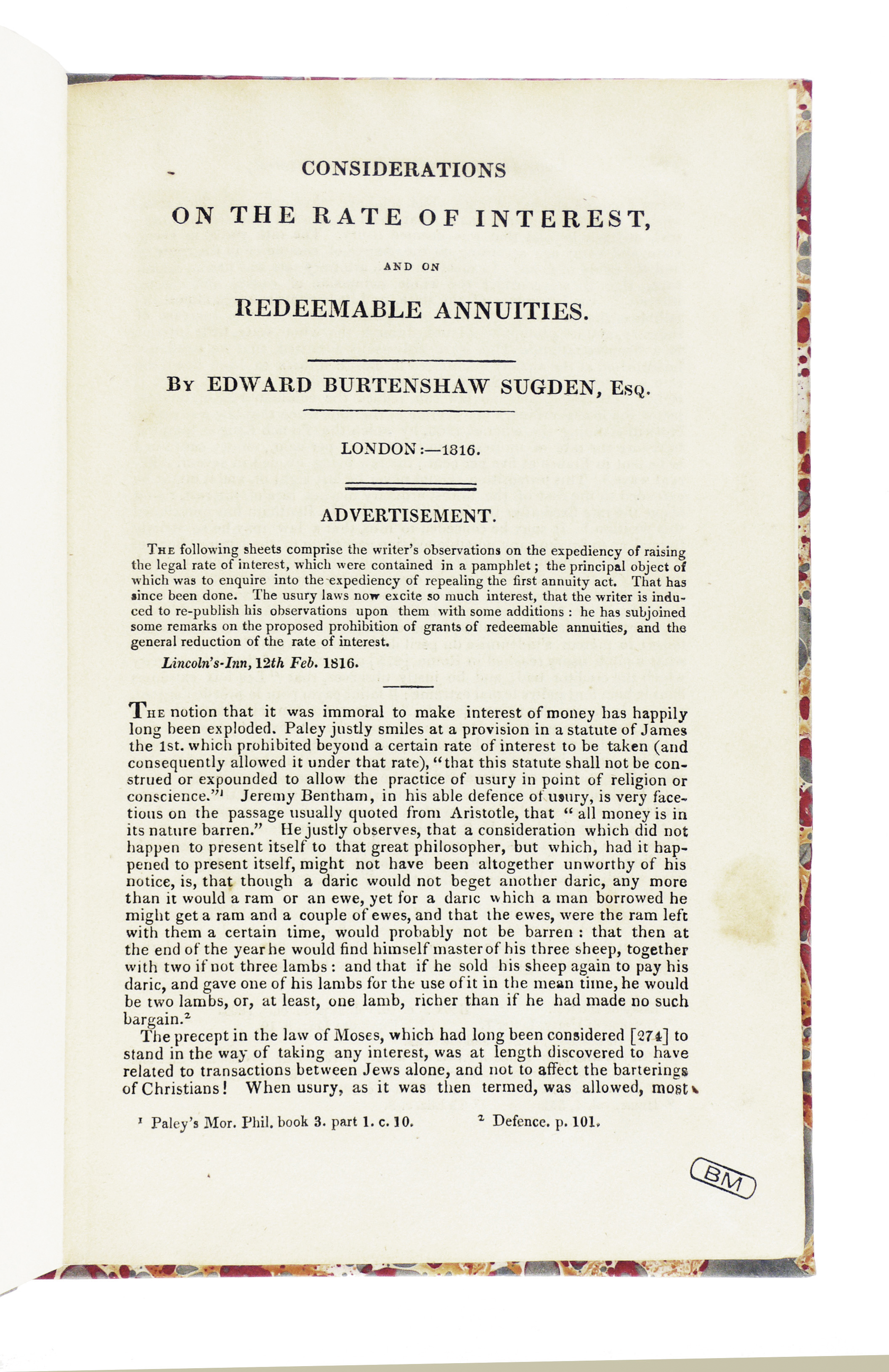
Considerations on the rate of interest, 1816 (Fondazione Mansutti, Milano).

Barone di St. Leonards Edward Sugden, fu lord cancelliere per l'Irlanda nel 1834 e per la Gran Bretagna nel 1852. Le sue origini erano umili, poiché era figlio di un fabbricante di parrucche e iniziò a lavorare come garzone in uno studio forense, poi come impiegato. A circa vent'anni si fece apprezzare, pubblicando un'opera propria sul diritto di proprietà. Cinque anni dopo pubblicò un trattato sulla compravendita di beni immobili. Membro del partito conservatore e della Camera dei Comuni dal 1830 al 1840, contribuì alla modernizzazione giuridica e procedurale britannica. Nel saggio Considerations on the rate of interest Sugden dimostrò di essere un esperto sui tassi di interesse e sul riscatto delle rendite.